# Korte film
Een korte film (in Vlaanderen vaak: kortfilm) is een film met een voor films relatief korte speelduur, meestal ongeveer 20 minuten. De maximale lengte van een korte film wordt meestal gesteld op 30 minuten, hoewel de Academy of Motion Picture Arts and Sciences, de instelling die jaarlijks de Oscars uitreikt, alle films met een speelduur korter dan 40 minuten tot de korte films rekent. Hoewel alleen de speelduur de korte film van de gewone speelfilm onderscheidt, worden korte films tegenwoordig vooral geassocieerd met de onafhankelijke en experimentele filmindustrie, mede omdat een korte film veel makkelijker te financieren is dan een normale speelfilm.
Hoewel sommige regisseurs niet die intentie hebben, is het maken van een korte film voor de meeste regisseurs geen doel op zich. De korte film wordt gezien als visitiekaartje, het bewijs dat hij of zij weet hoe een film te maken. De uiteindelijk doelstelling van de meeste regisseurs blijft dan ook een langspeler te maken. De korte film kan aan potentiële financiers getoond worden om zijn of haar talent te bewijzen. De meeste subsidiërende overheden eisen in de praktijk dat de regisseur een aantal korte films maakt vooraleer hij of zij in aanmerking komt voor subsidie voor een langspeler.
In België zijn de belangrijkste kortfilmfestivals het Internationaal Kortfilmfestival Leuven aan Vlaamse zijde en het Festival Internationale de Court-Métrage voor de Franstaligen. In Nederland worden korte films getoond en in competitie opgenomen op grote filmfestivals als het International Film Festival Rotterdam of het Nederlands Film Festival. Het Go Short Festival, ShortCutz Amsterdam en Leiden International Short Film Experience (LISFE) zijn de enige festivals die zich volledig richten op korte films in Nederland.